# بني زياد (البيضاء)
بني زياد هي إحدى قرى الجمهورية اليمنية. تتبع جغرافيا لمحافظة البيضاء و إداريًا لمديرية رداع. يبلغ تعداد سكانها 2021 نسمة حسب الإحصاء الذي أجري عام 2004.